# Окотея
Окотея (лат. Ocotea) — род цветковых растений семейства Лавровые (Lauraceae). Большинство представителей рода — вечнозелёные деревья с лауроидными листьями.
Насчитывается более 520 видов. Ареал произрастания находится в основном в тропических и субтропических районах Америки (около 300 видов), включая Карибский бассейн, а также Африку, (Мадагаскар) и Маскаренские острова. Один вид (O. foetens) произрастает в Макаронезии (на Канарских островах и Мадейре). Предполагается, что род является парафилетическим.

## Ботаническое описание

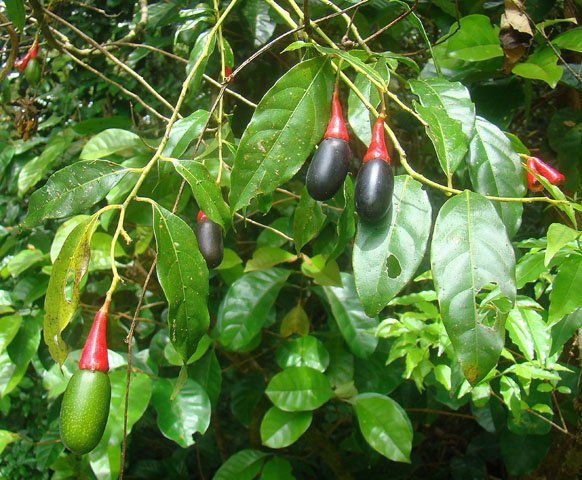
O. tenera листья и плоды

Деревья или кустарники, иногда с придаточными корнями (O. hartshorniana, O. insularis). Листья простые, очерёдные, редко противоположные или мутовчатые. Листья лавровидные, обычно тёмно-зеленые блестящие, иногда коричневые с нижней стороны, с ароматными масляными клетками.
Африканские и мадагаскарские виды имеют бисексуальные цветки (с мужской и женской частью), в то время как у многих американских видов цветки однополые (либо мужские, либо женские). Апектальные цветки собраны в небольшие метёлки.
Плоды — шаровидные или продолговатые ягоды, 3-5 см в длину, твёрдые и мясистые, в месте соединения цветоноса с плодом покрыты чашевидной, иногда плоской чашечкой, что придает им внешнее сходство с желудем. Плоды тётемно-зеленые, постепенно темнеющие по мере созревания. Чашечка у основания ягоды может быть более ярко окрашена. Плод содержит одно семя, покрытое твердой оболочкой, и может быть слегка лигнифицирован.

## Наименование
У рода нет общего названия. Названия часто отсылают к аромату древесины, который может быть сильным и не всегда приятным. Sweetwood обычно применяется только к этому роду, хотя многие названия также применяются и к другим родам:
- Stinkwood может относиться к нескольким не связанным между собой видам деревьев с дурно пахнущей древесиной. Ocotea bullata называют чёрным вонючим деревом или настоящим вонючим деревом, а Ocotea foetens также называют вонючим деревом.
- Камфорное дерево — обычно Cinnamomum camphora, близкий родственник видов Ocotea.
- Розовое дерево (перуанское розовое дерево, O. cernua) обычно представляет собой Dalbergia или родственные виды семейства Fabaceae.

Общие названия некоторых видов указывают на их сходство с другими представителями Lauraceae, такими как Sassafras (бразильский сассафрас: O. odorifera) или Laurus (капский лавр: O. bullata, Sword laurel: O. floribunda, Guaika laurel: O. puberula и т. д.).

## Распространение и среда обитания
Виды Ocotea распространены в субтропических и тропических регионах, часто на больших высотах. Являются характерными растениями многих тропических высокогорных местообитаний, таких как влажные леса Araucaria, биомы Laurisilva, Afromontane, высокогорные леса Knysna-Amatole и высокогорные леса Talamancan, хотя на Мадагаскаре и в Бразилии они также встречаются в низменных лесах. Большинство относительно мелких плодовых видов имеют большое экологическое значение, поскольку являются пищей для многих эндемичных птиц и млекопитающих, особенно на островах, в предгорных и горных лесах. Листья видов Ocotea являются источником пищи для гусениц нескольких эндемичных видов бабочек, включая несколько видов рода Memphis. Некоторые гусеницы Memphis питаются исключительно листьями одного вида Ocotea; например, M. mora питается только O. cernua, а M. boisduvali — только O. veraguensis.
Распространением семян некоторых видов Ocotea занимаются плодоядные птицы, такие как туканы, трёхусый звонарь, кетцаль[15] и капский длиннокрылый попугай. Плодами также питаются некоторые виды из рода Columbiformes, такие как Columba trocaz, голубь Делегорга, голубь Болле (Columba bollii),[18] африканский древесный голубь,, и американские голуби.
Большинство видов африканских деревьев являются древними палеоэндемиками, которые в древности были широко распространены на континенте. В Америке дело обстоит иначе: только в Венесуэле было найдено 89 видов.
Виды Ocotea могут быть подвержены различными патогенами, вызывающими гниение корней, включая Loweporus inflexibilis, Phellinus apiahynus и Phytophthora cinnamomi.
Некоторые виды Ocotea используются в качестве мест обитания муравьями, которые могут жить в карманах листьев или в полых стеблях. Муравьи часто патрулируют растения-хозяева в ответ на беспокойство или появление насекомых-вредителей, таких как кузнечики.

## Применение
Высушенные чашечки ишпинго (O. quixos) используются в качестве пряности.
Окотея производит эфирное масло, богатое камфорой и сафролом. Восточноафриканское камфорное дерево (O. usambarensis), перуанское розовое дерево (O. cernua) и бразильский сассафрас (O. odorifera) являются предметом международной торговли.
Чашечки высушенных плодов ишпинго (O. quixos) используются в Эквадоре для ароматизации напитков, таких как колада морада.

## Виды
Род включает 400—700 видов, некоторые из них:
- Ocotea abbreviata Schwacke & Mez
- Ocotea argyrophylla Ducke — Окотея серебролистная
- Ocotea bullata (Burch.) Baill. — Окотея пузырчатая
- Ocotea floribunda (Sw.) Mez
- Ocotea foetens (Aiton) Baill. — Окотея зловонная
- Ocotea guianensis Aubl. typus
- Ocotea hartshorniana Hammel
- Ocotea insularis (Meisn.) Mez
- Ocotea odorifera (Vell.) Rohwer
- Ocotea porosa (Nees & Martius) Barroso
- Ocotea puberula (Rich.) Nees
- Ocotea tenera Mez & Donn.Sm.

Часть видов выделены или перенесены в роды Damburneya Raf., Kuloa Trofimov & Rohwer, Mespilodaphne Nees.